# 5092 Manara
Az 5092 Manara (ideiglenes jelöléssel 1982 FJ) egy kisbolygó a Naprendszerben. Edward L. G. Bowell fedezte fel 1982. március 21-én.